# Nissan Frontier (Северная Америка)
Nissan Frontier — среднеразмерный пикап, производимый компанией Nissan с 1997 года. В Северной Америке название Frontier использовалось до 2021 года.

## Первое поколение (D22; D40; 1997—2021)
Автомобиль Nissan Frontier первого поколения был представлен в 1997 году в США и Канаде. Он пришёл на смену Nissan Frontier (D21). В других странах Nissan Frontier (D22) называли Navara, NP300, Hardbody или PickUp. В 2004 году на смену пришла модель Nissan Frontier (D40).

### Галерея

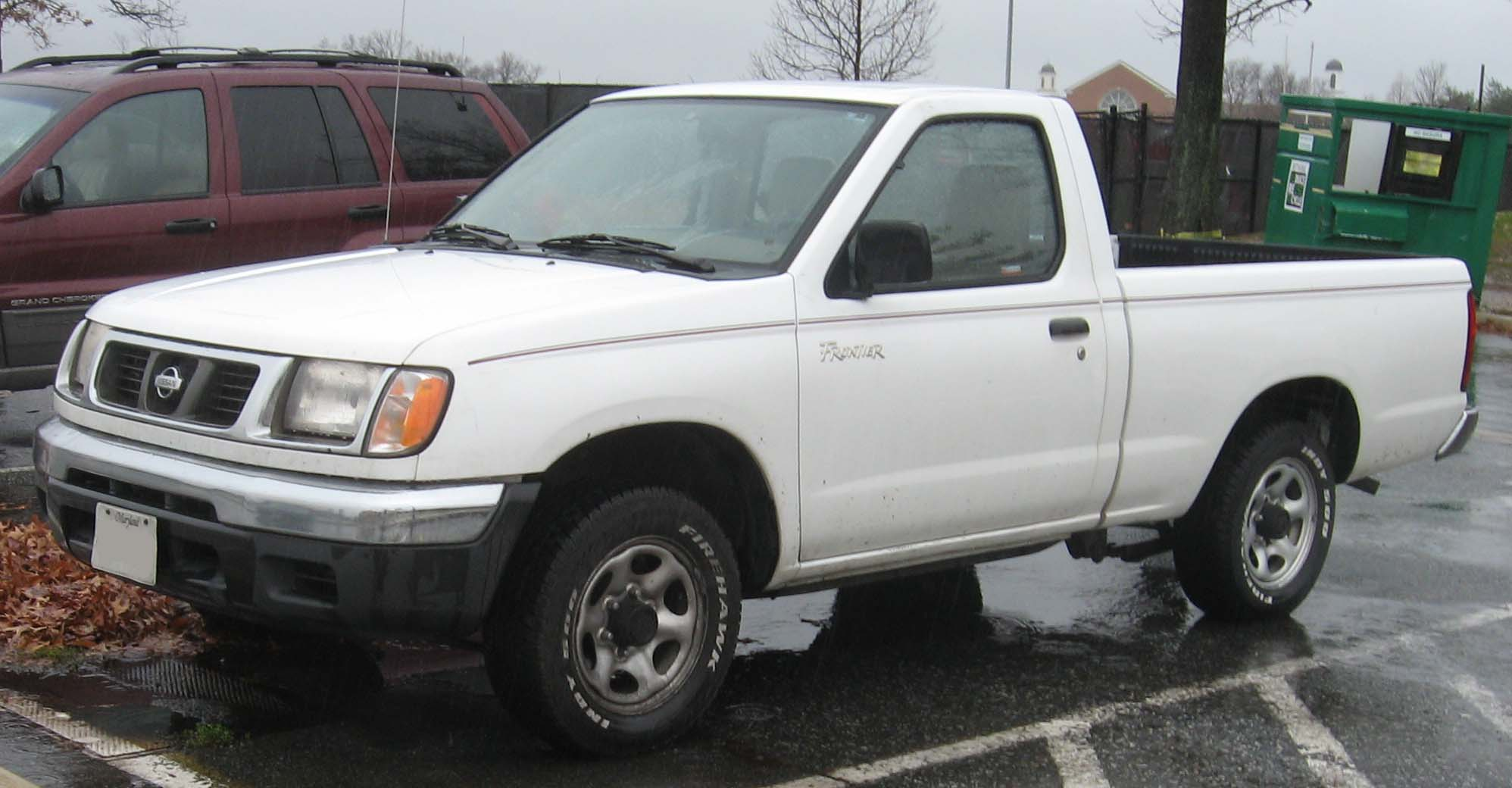
Nissan Frontier (D22)
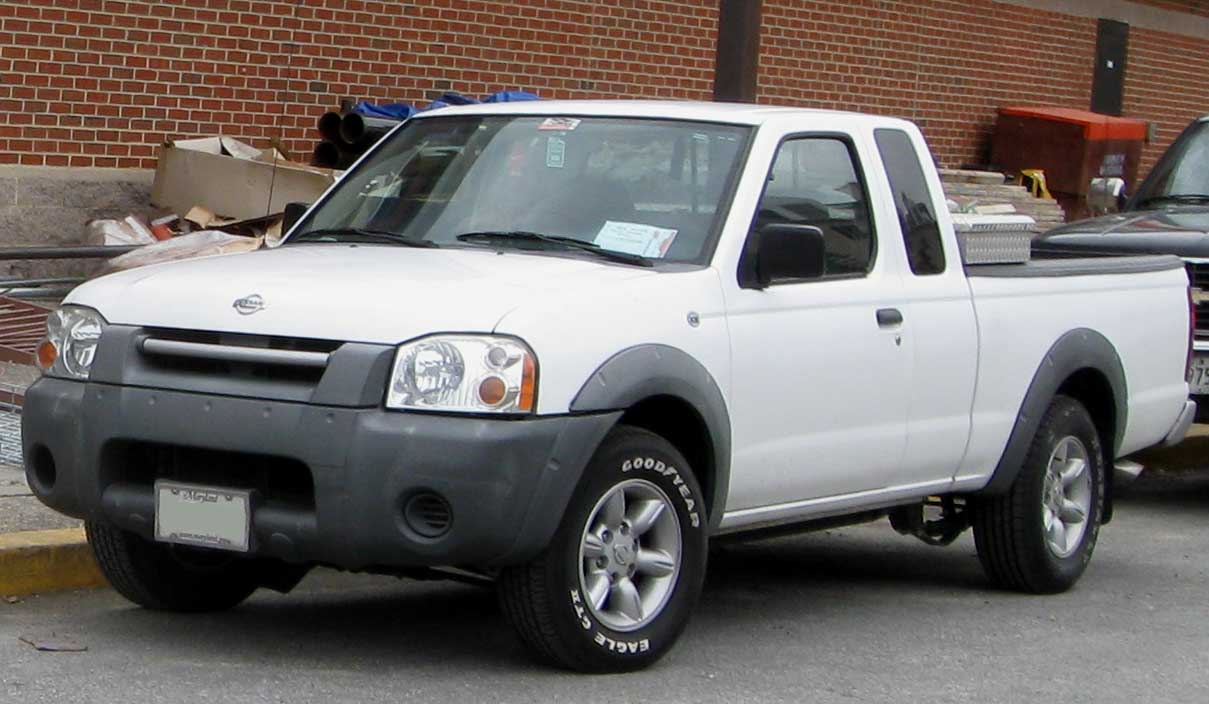
Nissan Frontier (D22)
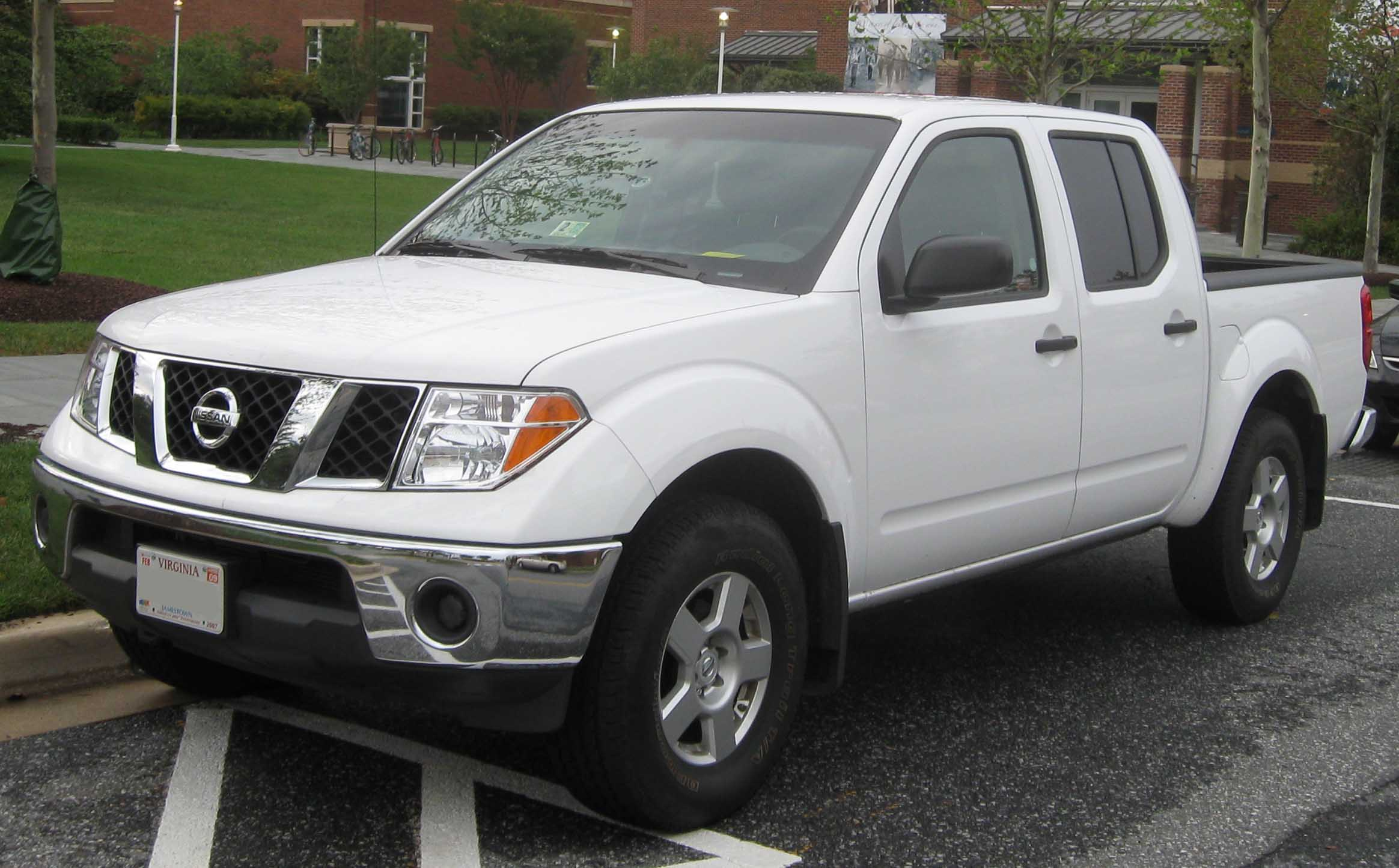
Nissan Frontier SE

## Второе поколение (D41; 2021—настоящее время)
Современная версия Nissan Frontier производится с 4 февраля 2021 года. Длина увеличена на 13 см. Рама осталась частично от предыдущей модели. Автомобили оснащаются кабинами King Cab и Crew cab. В Канаду поставляется только с полным приводом. В Мексике модель продаётся с 2021 года вместе с Nissan Frontier (D23). Конкурентами являются Toyota Tacoma и Chevrolet Colorado.

### Галерея

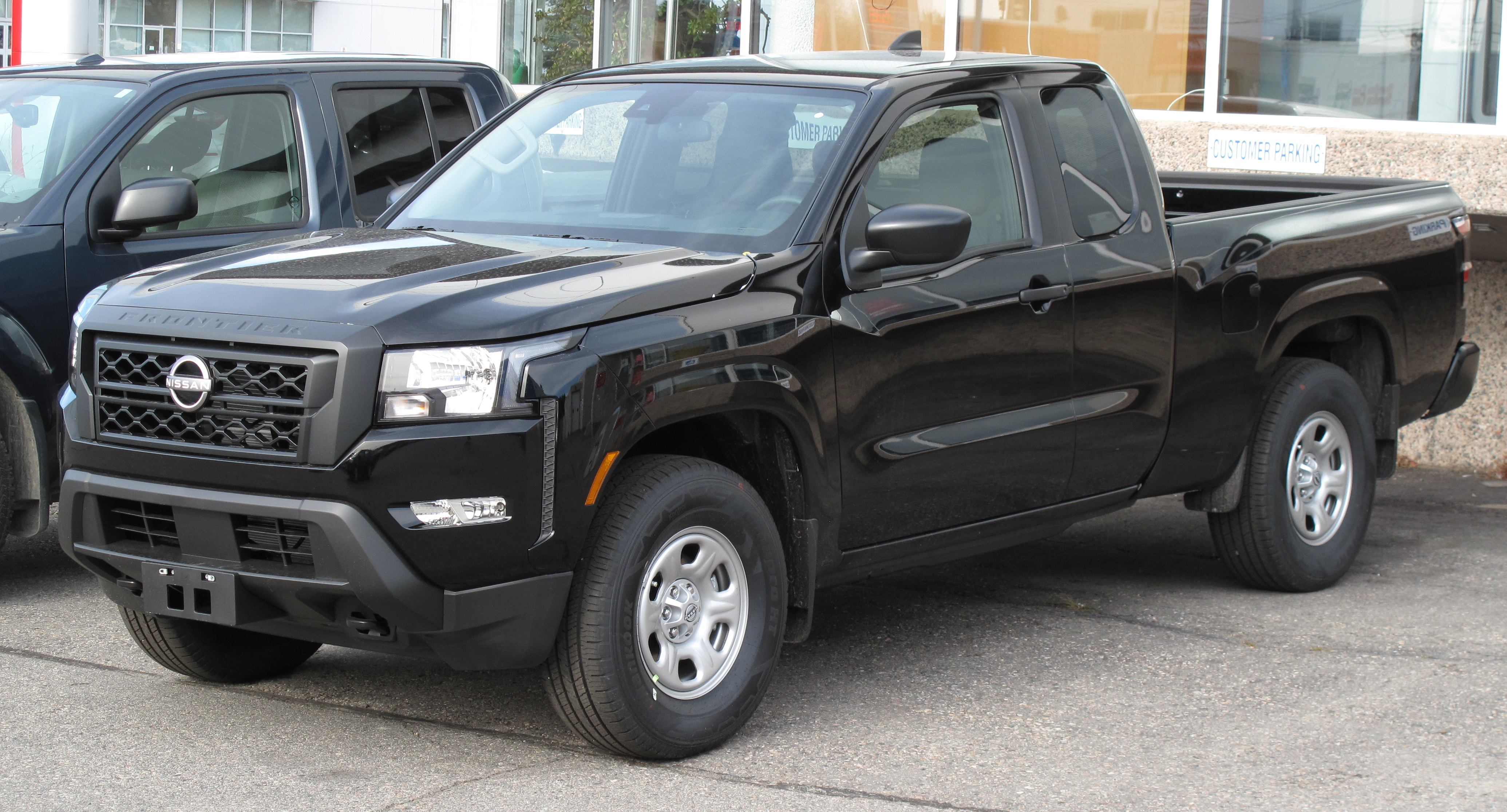
Nissan Frontier S King Cab
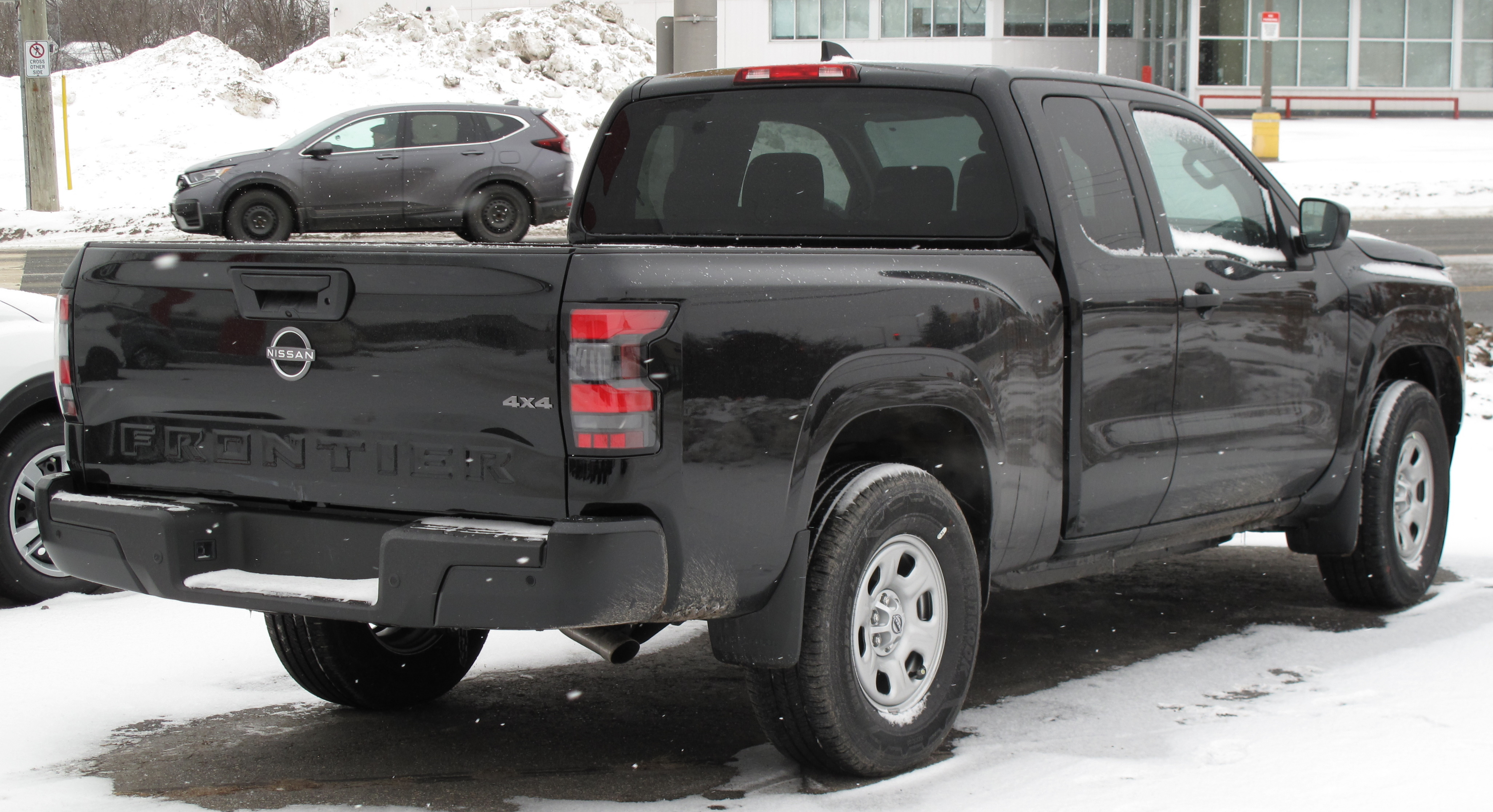
Вид сзади
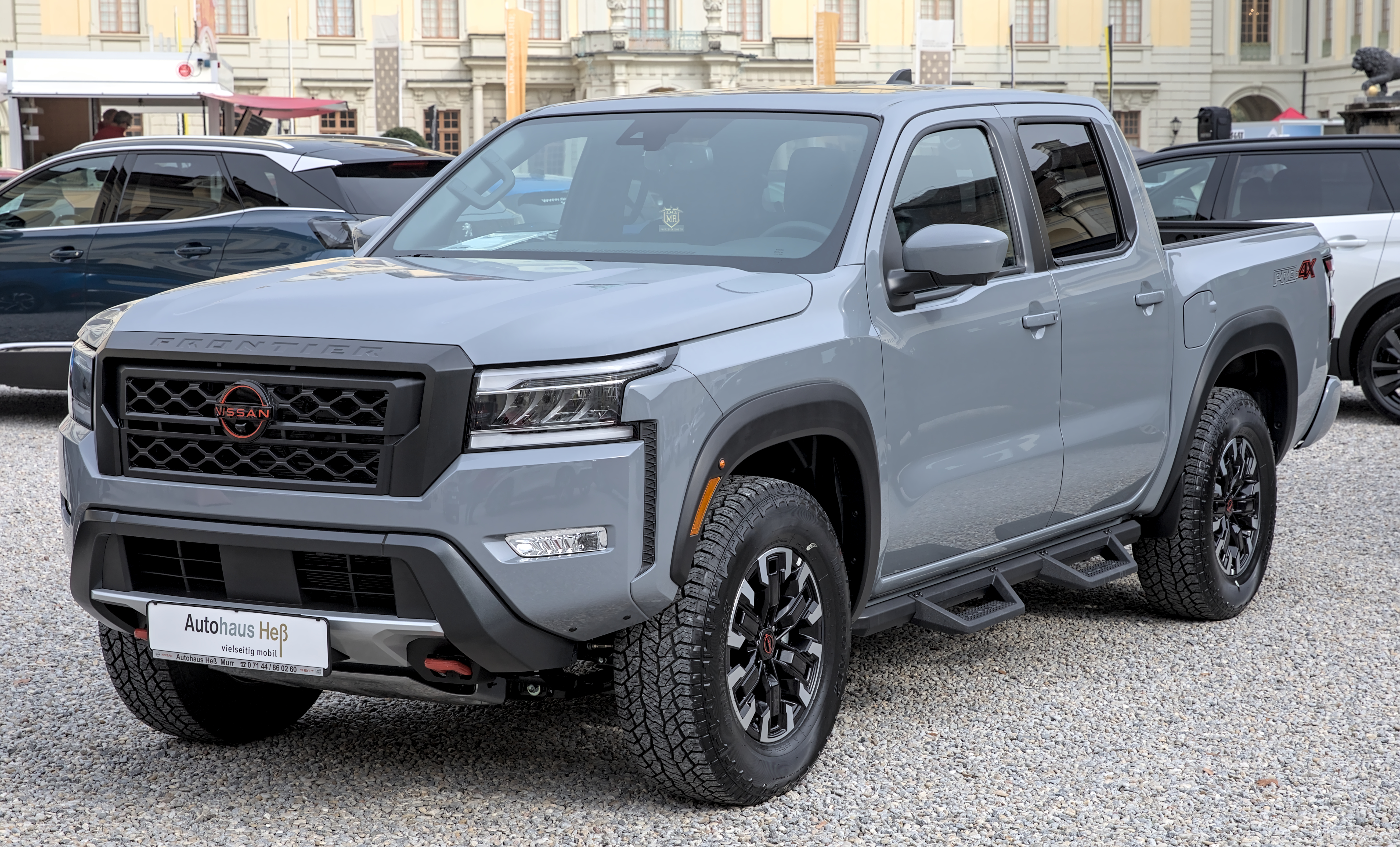
Frontier Pro-4X
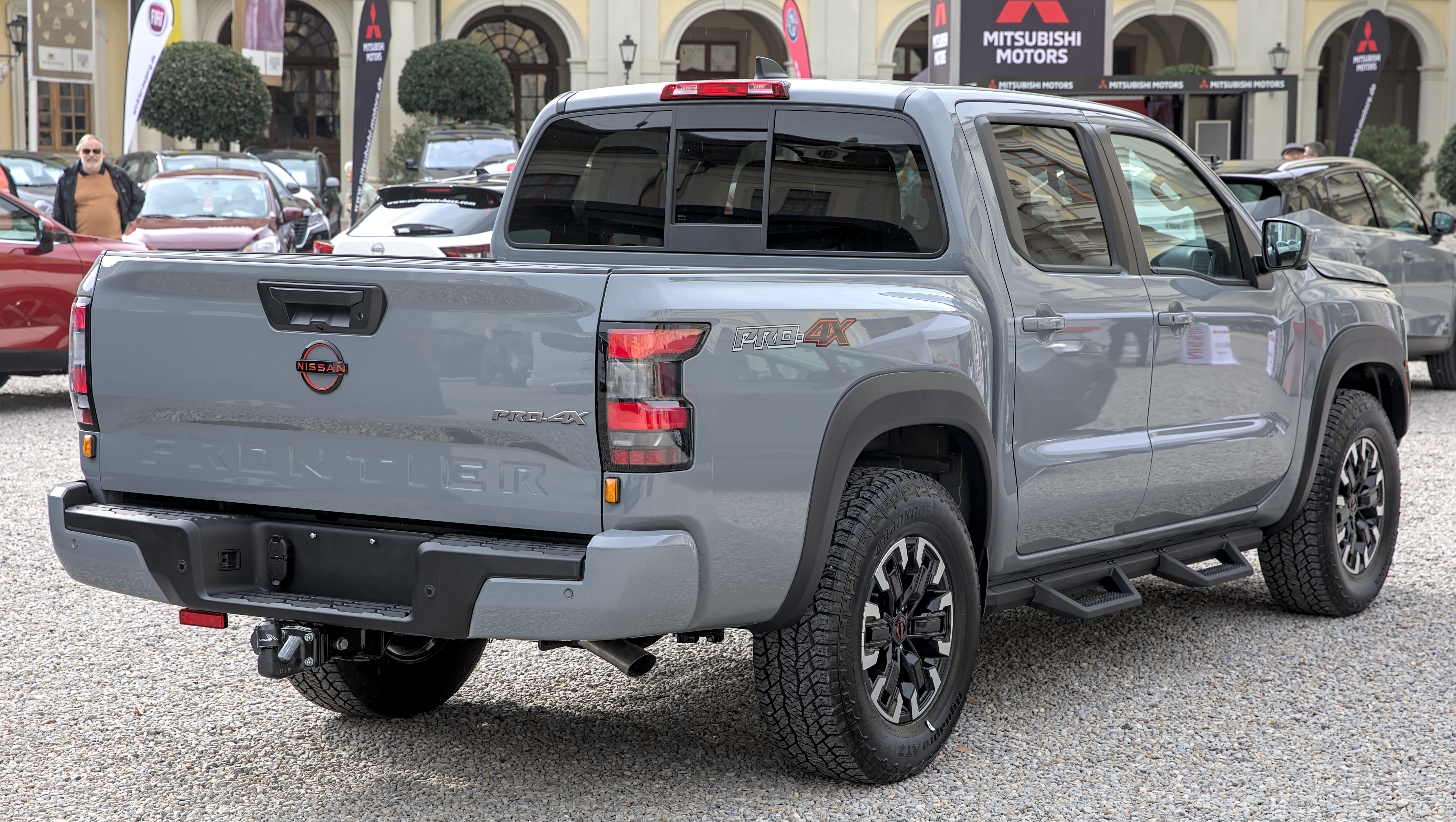
Frontier Pro-4X
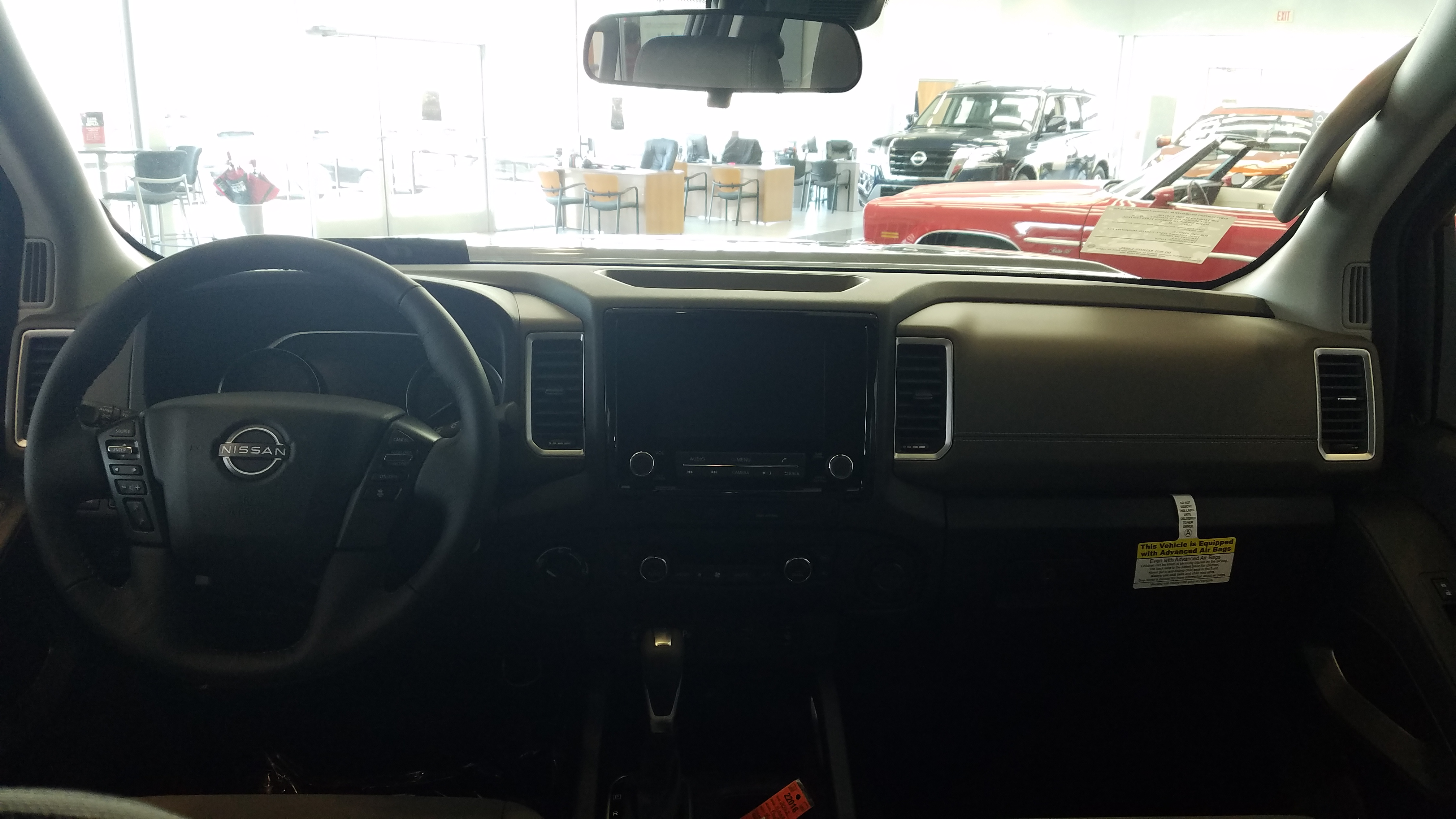
Место водителя